# Constantin Xenakis
Pour les articles homonymes, voir Xenakis.
Constantin Xenakis, né le 28 décembre 1931 au Caire (Égypte) et mort le 5 juin 2020 en Grèce,, est un peintre et sculpteur, naturalisé français en 1982.

## Biographie
Constantin Xenakis vit à Paris depuis 1955.
Il a séjourné à Berlin en 1970 grâce à une bourse de la DAAD Berliner Künstlerprogramm.
Membre du comité du Salon de mai de 1968 à 1983.
Membre du jury du Prix de Vitry-sur-Seine de 1968 à 1983.

## Expositions personnelles
- 1969: Kunsthall de Södertälje (Suède)
- 1972 : galerie d'art moderne de Berlin
- 1973 : galerie Tanit de Munich
- 1977 : galerie Zoumboulakis d'Athènes
- 1982 : galerie Moris de Tokyo
- 1983 : galerie Leonard Perlson de New York
- 1984 : Musée d'art moderne de la ville de Taipei (Taïwan)
- 2001 : Art Athina 2001, Diana Gallery Down Town, Helexpo Exhibition Centre (Athènes), One Man Show, Painting, Objects
- 2002 : Diana Gallery Down Town (Athènes), One Man Show, Painting, Objects

## Expositions collectives
Constantin Xenakis a également pris part à d'importantes expositions de groupe internationales dont :
- la Biennale de Paris en 1963
- Lumière et Mouvement au musée d'art moderne de Paris en 1967
- Lettres signes écritures au Malmb Kunsthall (Suède) en 1978
- Europalla Grèce au Palais des Beaux-Arts de Bruxelles en 1982
- Bertrand-Moulin - Constantin Xenakis, Galerie Fine Arts, Tokyo en 1983
- Athènes capitale culturelle de l'Europe 1985
- Pinacothèque d'Athènes en 1985
- Constantin Xenakis a également participé à la création de plusieurs spectacles (Ek-Stasls en 1969 La Grande Journée en 1982).

En 1985, il a réalisé une œuvre monumentale, créant plusieurs parcours sémiotiques en bas-reliefs et céramiques (670 m2) pour un complexe architectural à Crosne (France).